# Robert Fagles
Robert Fagles (/ˈfeɪɡəlz/; 11 de setembre de 1933 – 26 de març de 2008) fou un professor americà, poeta, i acadèmic, especialment conegut per les seves moltes traduccions de clàssics de l'antiga Grècia i romans, especialment les seves aclamades traduccions dels poemes èpics d'Homer. Va ensenyar literatura anglesa i comparativa durant molts anys a la Universitat de Princeton.

## Biografia
Fagles va néixer a Filadèlfia, Pennsilvània, era fill de Charles Fagles, un advocat, i Vera Voynow Fagles, una arquitecte. Va assistir a Amherst Universitat, graduant-se el 1955 amb un grau de Bachelor of Arts. L'any següent, va rebre el grau de master de la Universitat Yale. El 17 de juny de 1956, es va casar amb Marilyn (Lynne) Duchovnay, una mestra, i van tenir dos nens. El 1959, Fagles va rebre el seu Ph.D en anglès de Yale i el següent any va començar a ensenyar-hi anglès.
Entre 1961 i 1996, Fagles va traduir moltes obres gregues antigues. La seva primera traducció fou de la poesia de Baquílides, publicant-ne un conjunt complet el 1961. En la dècada de 1970, Fagles va començar traduir molt teatre grec, començant per l'Orestíada d'Èsquil. Va continuar publicant traduccions de les tres obres tebanes (Èdip Rei, Èdip a Colonos i Antígona de Sòfocles (1982), la Ilíada (1990) i l'Odissea (1996) d'Homer, així com l'Eneida de Virgili (2006). Les traduccions de Fagles generalment emfasitzen el fraseig i modismes anglesos però són fidels a l'original tant com és possible.
El 1978, Fagles va publicar I, Vincent: Poems from the Pictures of Van Gogh. Fou el co-editor de Homer: A Collection of Critical Essays (1962) i de la Ilíada i l'Odissea de Pope (1967).
Fagles morí a la seva casa de Princeton, Nova Jersey, el 26 de març de 2008.

## Traduccions

### Principals traduccions
- Bacchylides, Complete Poems (1961)
- Aeschylus, The Oresteia (1975)
- Sophocles, The Three Theban Plays (1982)
- Sophocles,Oedipus the King
- Sophocles, Antigone
- Homer, The Iliad (1990)
- Homer, The Odyssey (1996)
- Virgil, The Aeneid (2006)

### Les traduccions homèriques
Les seves traduccions de la Ilíada i l'Odissea van assolir una àmplia penetració en el públic gràcies a la seva difusió en gravacions en audiollibre. En elles hi combina de forma flexible l'hexàmetre (six-beat line) amb la línia de cinc peus (five-beat), que a vegades allanga fins a set, buscant de reproduir la combinació entre norma i varietat de l'original homèric.